# Monte Ida (Turquia)
As montanhas Ida ou Kaz Daği situam-se no noroeste da Turquia, a sudeste das ruínas de Troia. Em épocas antigas, a montanha era dedicada ao culto de Cíbele – ou 'Mãe da Montanha'. Em turco moderno seu nome é Kaz Dağı (pronunciado "Kaz DA-u").